# Gierkiny
Gierkiny (deutsch Gerkiehnen) ist ein Ort in der polnischen Woiwodschaft Ermland-Masuren. Er liegt in der Gmina Sępopol (Stadt- und Landgemeinde Schippenbeil) im Powiat Bartoszycki (Kreis Bartenstein).

## Geographische Lage
Gierkiny liegt weniger als zwei Kilometer von der russisch-polnischen Staatsgrenze zur Oblast Kaliningrad entfernt in der nördlichen Mitte der Woiwodschaft Ermland-Masuren. Bis zur einstigen und heute auf russischem Staatsgebiet gelegenen Kreisstadt Gerdauen (russisch Schelesnodoroschny) sind es neun Kilometer in nordöstlicher Richtung, bis zur heutigen Kreismetropole Bartoszyce (deutsch Bartenstein) sind es 25 Kilometer in südwestlicher Richtung.

## Geschichte
Das Gründungsjahr für das kleine Dorf Gerkiehnen ist 1375. 1874 wurde die Landgemeinde Gerkiehnen in den neu errichteten Amtsbezirk Momehnen (polnisch Momajny) im Kreis Gerdauen der preußischen Provinz Ostpreußen aufgenommen. Im Jahre 1910 zählte das Dorf 172 Einwohner.
Am 30. September 1928 wurde die Nachbargemeinde Looskeim (polnisch Łoskajmy) aus dem Amtsbezirk Woninkeim (polnisch Wanikajmy) in die Landgemeinde Gerkiehnen eingegliedert, die weiterhin beim  Amtsbezirk Momehnen blieb. Allerdings nur bis zum 24. November 1931, als die ganze Gemeinde Gerkiehnen in den Amtsbezirk Woninkeim (er hieß ab 1932 „Amtsbezirk Dietrichsdorf“) umgegliedert wurde.
In Kriegsfolge wurde 1945 das gesamte südliche Ostpreußen an Polen überstellt. Gerkiehnen bekam die polnische Namensform „Gierkiny“ und ist heute eine Ortschaft im Verbund der Stadt- und Landgemeinde Sępopol (Schippenbeil) im Powiat Bartoszycki (Kreis Bartenstein), von 1975 bis 1998 der Woiwodschaft Olsztyn, seither der Woiwodschaft Ermland-Masuren zugehörig.

## Kirche
Bis 1945 war Gerkiehnen evangelischerseits in die Kirche Momehnen (polnisch Momajny) in der Kirchenprovinz Ostpreußen der Kirche der Altpreußischen Union, außerdem römisch-katholischerseits in die Kirche St. Bruno in Insterburg (heute russisch Tschernjachowsk) im Bistum Ermland eingepfarrt.
Heute gehört Gierkiny zur evangelischen Kirche Barciany (Barten), einer Filialkirche der Johanneskirche Kętrzyn (Rastenburg) in der Diözese Masuren der Evangelisch-Augsburgischen Kirche in Polen, sowie zur römisch-katholischen Apostel-Petrus-Kirche Momajny im Erzbistum Ermland.

## Verkehr
Gierkiny liegt an einer Nebenstraße, die von der Stadt Sępopol (Schippenbeil) nach hier führt. Vor 1945 verlief die Straße weiter bis zur deutschen Reichsstraße 131 – der heute russischen Fernstraße 27A-083 (ex A 196) – bei Gerdauen (russisch Tschernjachowsk). Eine Bahnanbindung besteht nicht.